# کورلیس پامر
کورلیس پامر (انگلیسی: Corliss Palmer؛ ‏ ۲۵ ژوئیهٔ ۱۸۹۹ – ۲۷ اوت ۱۹۵۲) بازیگر اهل ایالات متحده آمریکا بود. وی بین سال‌های ۱۹۲۲ تا ۱۹۳۱ میلادی فعالیت می‌کرد.
از فیلم‌هایی که وی در آن‌ها نقش داشته است، می‌توان به دام و برومو و ژولیت اشاره نمود.